# Carrier Air Wing (videogioco)
(Introduzione del videogioco)
Carrier Air Wing, o in originale U.S. Navy, è un videogioco arcade di tipo shoot'em up, pubblicato nel 1990 da Capcom. Seppur non ufficialmente è il seguito di U.N. Squadron pubblicato l'anno prima.

## Trama
1997: dopo anni di pace e cooperazione tra molti stati, un dittatore medio-orientale chiamato Rabu, di nazionalità non specificata, vuole soggiogare il mondo intero e annuncia le proprie intenzioni bellicose con installazioni e fortificazioni armate, sparse ovunque. Egli dispone anche di un grosso esercito ben armato col quale inizia a bombardare Tokyo. La marina statunitense non sta a guardare e decide di mandare i tre migliori piloti di aerei da caccia per contrastare le milizie di Rabu e riportare la pace.

## Modalità di gioco
Il videogioco è un classico sparatutto a scorrimento di elevata difficoltà, con armi potenziabili, e permette di giocare con due giocatori in modalità cooperativa. Il giocatore potrà scegliere un aereo fra i tre disponibili e successivamente acquistare armi e potenziamenti aggiuntivi per il proprio mezzo. All'inizio di ogni missione verrà illustrato da un superiore, somigliante a Sean Connery, l'obiettivo principale e a volte il modo migliore per colpirlo. 
Quando l'energia (qui descritta come propellente) si esaurisce, si avrà il game over. Le vite a disposizione sono tre.
Come in molti giochi Capcom, anche qui distruggendo nemici o colpendo punti sensibili si otterranno bonus nascosti ossia la girandola, la mucca, il coniglio, l'astronauta, il pupazzo di neve o lo sprite di Strider.
I livelli del gioco sono in tutto 10.
Il gioco ha due possibili finali a seconda che il giocatore (o i giocatori) utilizzano una sola moneta o meno. Nel primo caso gli aerei fanno ritorno vittoriosi sulla portaerei di partenza, nel secondo precipitano nell'oceano ed i piloti vengono salvati e portati comunque in trionfo.

## Piloti e mezzi
Come nel prequel del videogioco anche qui si potranno scegliere tre mezzi con tre piloti differenti. Ognuno dei mezzi ha caratteristiche proprie specifiche. 
- Rick Ford , proveniente dallo stato di New York, a bordo di un F-14 Tomcat.
- James Roy , proveniente dalla Louisiana, pilota di un F-A-18 Hornet.
- Mark Olson , proveniente dallo stato del Michigan, ai comandi di un A6-E Intruder.

## Potenziamenti
Distruggendo squadriglie di aerei o nemici singoli come torrette o cannoni, verrà rilasciato un pod che una volta raccolto permetterà di ottenere bonus o potenziamenti per l'arma del giocatore incrementando la gittata, il raggio e la potenza.
- Pod rosso: proiettili di tipo Vulcan, l'arma con raggio maggiore.
- Pod verde: laser, con poco raggio ma buona potenza di fuoco.
- Pod blu: missile aria-aria, colpiscono solo in orizzontale ma sono l'arma più potente.
- Pod doppio verde: ripristina un po' di energia dell'aereo.
- Pod doppio blu: ripristina quasi tutta l'energia dell'aereo.